# Pousse pas grand-père dans les orties
Pour plus de détails, voir Fiche technique et Distribution.
Pousse pas grand-père dans les orties (Juke box, urli d'amore) est un musicarello italien de Mauro Morassi sorti en 1959.

## Synopsis
Mario, un petit clochard qui vit d'expédients, vient de sortir de prison après avoir purgé une peine pour escroquerie. Cherchant toujours un moyen de joindre les deux bouts sans travailler en profitant de la crédulité des autres, il rencontre Marisa, une femme mûre qui possède une maison de disques. Marisa, bien qu'elle comprenne rapidement à qui elle a affaire, tombe amoureuse de lui et est même prête à l'épouser. Pour renforcer son intention, elle décide d'imposer une interdiction de mariage à ses employés : personne n'est autorisé à se marier tant qu'elle n'est pas mariée. Le fait est que, parmi les employés, il y a des couples qui ont déjà fixé le jour de leur mariage. 

## Fiche technique
- Titre français : Pousse pas grand-père dans les orties[1]
- Titre original italien : Juke box, urli d'amore
- Réalisateur : Mauro Morassi
- Scénario : Ugo Guerra (it), Fabio De Agostini, Ottavio Alessi
- Photographie : Luciano Trasatti (it)
- Montage : Mario Serandrei
- Musique : Ezio Leoni (it)
- Décors : Franco Lolli
- Production : Mario Pescino, Nazario De Agostini, Gabriele Silvestri
- Sociétés de production : A.C.I. Cinematografica Italiana
- Pays de production :  Italie
- Langue originale : italien
- Format : Noir et blanc - 1,37:1 - Son mono - 35 mm
- Durée : 93 minutes
- Genre : Musicarello
- Dates de sortie :
  - Italie : 28 novembre 1959
  - France : 20 mai 1964

## Distribution
- Mario Carotenuto : Mario
- Marisa Merlini : Marisa
- Mario Girotti : Carlo
- Raffaele Pisu : Orlando
- Aroldo Tieri : comptable Anzillotto
- Aldo Giuffré : Bruno
- Tiberio Murgia : Calogero
- Mara Berni : Domenica
- Tiberio Mitri : Kid la tigre
- Fedele Gentile : Brigadier
- Ciccio Barbi : chanteur
- Adriano Celentano : chanteur
- Mina : La chanteuse
- Giorgio Gaber : chanteur
- Grazia Maria Spina (sous le nom de « Maria Grazia Spiny ») :
- Pina Gallini :
- Karin Baal : Elsa, la fiancée de Carlo
- Gordana Miletic :
- Dori Dorika (sous le nom de « Dorika Dory ») : Franchina
- Wanda Ibba (sous le nom de « Wanna Ibba e i Giullari ») : chanteuse
- Coleen Hicks (sous le nom de « Coleen Hicks and the Cabin Boys ») : chanteuse
- Leopoldo Valentini :
- Jacqueline Derval
- Germano Longo :

## Production
Sur un scénario d'Ugo Guerra (it), le film a été produit par Mario Pescino pour l'A.C.I. Cinematografica Italiana de Gênes, tourné à Cinecittà au cours de l'été 1959, et sorti en salles en Italie le 28 novembre 1959.

## Autour du film
Carlo est interprété par Mario Girotti autrement connu à l'international sous le nom de Terence Hill.

## Exploitation
Le montant des recettes en Italie arrêtées au 31 mars 1964 est de 199 688 874 lires.